# Naytahwaush (Minnesota)
Naytahwaush es un lugar designado por el censo ubicado en el condado de Mahnomen en el estado estadounidense de Minnesota. En el Censo de 2010 tenía una población de 578 habitantes y una densidad poblacional de 68,06 personas por km².

## Geografía
Naytahwaush se encuentra ubicado en las coordenadas 47°16′30″N 95°37′40″O / 47.27500, -95.62778. Según la Oficina del Censo de los Estados Unidos, Naytahwaush tiene una superficie total de 8.49 km², de la cual 7.52 km² corresponden a tierra firme y (11.41%) 0.97 km² es agua.

## Demografía
Según el censo de 2010, había 578 personas residiendo en Naytahwaush. La densidad de población era de 68,06 hab./km². De los 578 habitantes, Naytahwaush estaba compuesto por el 3.11% blancos, el 0% eran afroamericanos, el 93.43% eran amerindios, el 0% eran asiáticos, el 0% eran isleños del Pacífico, el 0.17% eran de otras razas y el 3.29% pertenecían a dos o más razas. Del total de la población el 2.08% eran hispanos o latinos de cualquier raza.